# Gedeon Ráday (Politiker, 1872)

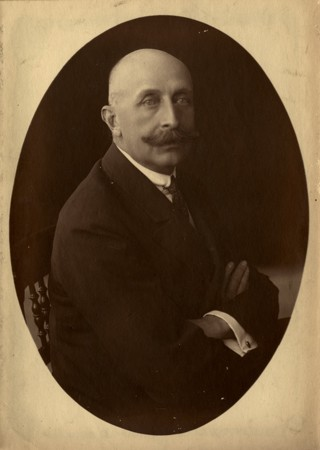
Gedeon Ráday, 1920

Gedeon Graf Ráday von Ráda (* 18. Oktober 1872 in Pest; † 22. September 1937 in Iklad) war ein ungarischer Politiker, Obergespan und kurzzeitig Innenminister (1921).

## Leben
Ráday wurde als Sohn des früheren Landesverteidigungsministers Gedeon Ráday geboren. Nach dem Studium der Rechts- und Staatswissenschaften wurde Ráday 1894 Beamter im Komitat Pest-Pilis-Solt-Kiskun. 1910 wurde er zum Obergespan dieses Komitats und der Stadt Kecskemét ernannt, trat jedoch 1917 zurück und leistete Kriegsdienst. 1920 wurde er für den I. Wahlbezirk in Pécs Abgeordneter des ungarischen Parlaments. Vom 14. April bis 3. Dezember 1921 war Ráday im Kabinett von István Bethlen Innenminister und danach von 1922 bis 1935 erneut Abgeordneter, diesmal als Mitglied der Einheitspartei für den Wahlkreis Nagykőrös. 1935 wurde er Mitglied des Oberhauses (felsőház).